# Caligo umbratilis
Caligo umbratilis är en fjärilsart som beskrevs av Hans Ferdinand Emil Julius Stichel 1903. Caligo umbratilis ingår i släktet Caligo och familjen praktfjärilar. Inga underarter finns listade i Catalogue of Life.